# Hermann Niebuhr (Basketballspieler)
Hermann Niebuhr (* 14. Juni 1904 in Kronenburg (heute ein Stadtteil von Straßburg); † 29. Januar 1968 in Bad Kreuznach) war ein deutscher Lehrer und Basketballspieler. Wegen seiner Pioniertätigkeit in den 1930er Jahren wird er vielfach als „Vater des deutschen Basketballs“ bezeichnet.

## Leben
Hermann Niebuhr unterrichtete von 1930 bis 1933 an der deutschen Oberrealschule in Istanbul. Dort lernte er am amerikanischen Robert College den damals in Deutschland noch weitgehend unbekannten Basketballsport kennen und begeisterte sich dafür. Nach seiner Rückkehr nach Deutschland gründete Niebuhr 1935 beim VfL Bad Kreuznach die erste Basketballabteilung in einem deutschen Sportverein. Gleichzeitig entwickelte sich Basketball durch ausländische Studenten an Universitäten wie Berlin, Breslau, Bonn und an den Sportschulen des Heeres und der Luftwaffe. Als späterer Gaufachwart engagierte er sich in der Werbetätigkeit für den neuen Sport und schrieb die ersten Basketball-Lehrhefte und -Regeln (1935–37).
Am olympischen Turnier in Berlin 1936 nahm Niebuhr als nicht spielender „Mannschaftsführer“ der erst kurz vorher gemeldeten deutschen Nationalmannschaft teil, die sich vor allem auf Spieler aus der Heeressportschule Wünsdorf und der Luftwaffensportschule Spandau stützte, die jedoch alle drei Spiele verlor. Trainer war der erste „Führer“ des 1936 gegründeten Deutschen Basketball-Ausschusses Hugo Murero. Nach den Olympischen Spielen bis zum Beginn des Zweiten Weltkrieges erlebte Basketball in Deutschland eine erste kurze Blütezeit: Im April 1939 waren rund 3400 Spieler in 156 Vereinen registriert. Mit seiner Vereinsmannschaft VfL Bad Kreuznach belegte Niebuhr bei der 1939 erstmals ausgespielten Deutschen Meisterschaft den zweiten Platz.
In den Nachkriegsjahren trieb Hermann Niebuhr die Wiederaufnahme des Basketballspielbetriebs auf regionaler Ebene voran, war an der Festigung der überregionalen Organisationsstrukturen seines Sports beteiligt und im Vorstand des Deutschen Basketball Bundes (DBB) als 2. Vorsitzender und langjähriger Schiedsrichterwart tätig. Als Auslandsreferent beförderte er die Rückkehr Westdeutschlands in den internationalen Basketballverband FIBA. 1962 wurde er zum Ehrenmitglied des DBB ernannt.